# Partschiceras
Partschiceras è un genere di Ammoniti (sottordine Phylloceratina) diffusosi tra il Sinemuriano (Giurassico inferiore) e il Cretaceo inferiore.
Si presentano con una conchiglia involuta, compressa, con sottili lirae radiali e coste sulla metà esterna dei fianchi e sul ventre; sutura con selle molto frastagliata.
P. monestieri è una specie caratteristica del Pliensbachiano italiano.